# Veto (гурт)
Veto - данська інді-рок група, утворена в 2004 році. Вони випустили свій перший ЕР, я не буду слухати, в 2005 році, і їх перший повноформатний альбом, там є перемогти у всіх машинах, в 2006 році, випущені на данський хіп-хоп лейбл, табу записів/майданчик музика Данії.
У лютому 2007 року VETO отримала нагороду за кращий новий сингл, а також найкраще данське відео на данській музичній премії. 
Їх пісня "You Are A Knife" була коротко висвітлена в американській телевізійній програмі NCIS "Подозріння". 
Другий альбом VETO називається Crushing Digits і вийшов 5 травня 2008 року.  Перший сингл для альбому, "Built to Fail", був випущений в березні 2008 року і отримав велику ефіру як "Ugens Uundgåelige" (Неминучий тижня) на радіоканалі суспільної служби DR P3. 
Група була удостоєна датської групою року в данській музичної нагороди 2009.
Групи третього студійного альбому під назвою Все посилюється, був випущений 25 лютого 2011.

## Дискографія

### Альбоми
| Назва та деталі                                                                                                  | Рік  | Пік </br> позиції | Сертифікація |
| Назва та деталі                                                                                                  | Рік  | DAN </br>         | Сертифікація |
| --- | ---- | ----------------- | ------------ |
| Там в Beat у всіх машинах - Дата випуску: 27 лютого 2006 року - Етикетка запису: Tabu Records / Playground Music | 2006 | 21                |              |
| Дроблення цифр - Дата випуску: 5 травня 2008 року - Етикетка запису: Reset08 / Sony BMG                          | 2008 | 2                 |              |
| Все підсилюється - Дата випуску: 25 лютого 2011 року - Етикетка: RCA / Sony Music Entertainment Данія            | 2011 | 2                 |              |
| Point Break - Дата випуску: 2013 - Етикетка: Sony Music                                                          | 2013 | 6                 |              |
| 16 Кольори - Дата випуску: 2018 - Мітка запису: Reset08                                                          | 2018 |                   |              |

ЕР / інші
- 2005: я не слухаю ЕР [табу записів /майданчик музика] (випущений 28 серпня 2005)
- 2012: синус / точка розриву (дводискове спеціальне видання[5] з компакт-диска 1 синус (6 треків) / диск 2: точка розриву (6 треків) [Коламбія / музика Соні]

### Сингли
| Рік  | Пісня                        | Пік положення | Сертифікація    | Альбом |
| Рік  | Пісня                        | Ден           | Сертифікація    | Альбом |
| ---- | ---------------------------- | ------------- | --------------- | ------ |
| 2008 | "Побудовані на провал"       | 26            | Дробильно Цифр  |        |
| 2008 | "Ти Говориш Так, Я Кажу Так" | 34            | Дробильно Цифр  |        |
| 2009 | "Блекаут"                    | 33            | Дробильно Цифр  |        |
| 2011 | "Це Не"                      | 8             | Все Посилюється |        |

## Учасники
- Троельс Abrahamsenбыл – вокал, синтезатор
- Девід Крог Андерсен – Гітара
- Марк – гітара, синтезатор
- Йенс Томсен Сков – бас-гітара, бек-вокал
- Мадс Hasager – Барабани